# Вама-Веке
Вама-Веке (рум. Vama Veche, болг. Иланлък) — село у повіті Констанца в Румунії. Входить до складу комуни Ліману.
Село розташоване на відстані 211 км на схід від Бухареста, 47 км на південь від Констанци.

## Населення
За даними перепису населення 2002 року у селі проживали 178 осіб, з них 173 особи (97,2%) румунів. Рідною мовою 174 особи (97,8%) назвали румунську.